# Michael Becker (Politikwissenschaftler)
Michael Becker (* 1958; † 28. April 2024) war ein deutscher Politikwissenschaftler und Hochschullehrer.

## Leben
Nach seiner im Jahr 1991 erfolgten Promotion war Becker als Lehrbeauftragter und anschließend als wissenschaftlicher Mitarbeiter am Institut für Politikwissenschaft der Johannes Gutenberg-Universität Mainz tätig. Von 1995 bis 2001 war er wissenschaftlicher Assistent am Lehrstuhl von Reinhard Zintl an der Otto-Friedrich-Universität Bamberg, um in Folge dort als Privatdozent zu wirken. Es folgten Lehraufträge an den Universitäten Mainz und Landau sowie Vertretungsprofessuren an den Universitäten Konstanz und Bamberg. Seit dem Wintersemester 2007/2008 war Becker als Privatdozent Lehrkraft für besondere Aufgaben mit dem Schwerpunkt Politische Theorie und Ideengeschichte am Institut für Politikwissenschaft und Soziologie der Julius-Maximilians-Universität Würzburg. Dort wurde er im März 2019 zum außerplanmäßigen Professor bestellt.
Beckers Forschungsschwerpunkte lagen im Bereich der Politischen Theorie und Ideengeschichte, dabei beschäftigt er sich vor allem mit den Gedanken John Rawls’.

## Werke (Auswahl)
- mit Hans-Joachim Lauth, Gert Pickel (Hrsg.): Rechtsstaat und Demokratie. Theoretische und empirische Studien zum Recht in der Demokratie. Westdeutscher Verlag, Wiesbaden 2001, ISBN 978-3-531-13645-5.
- Verständigungsorientierte Kommunikation und rechtliche Ordnung. Nomos, Baden-Baden 2003, ISBN 978-3-8329-0063-2.
- mit Johannes Schmidt, Reinhard Zintl: Politische Philosophie. 4. aktualisierte Auflage, Schöningh, Paderborn 2004, ISBN 978-3-8252-4804-8.
- mit Ruth Zimmerling (Hrsg.): Politik und Recht. VS Verlag für Sozialwissenschaften, Wiesbaden 2006, ISBN 978-3-531-14981-3.
- Politischer Liberalismus und wohlgeordnete Gesellschaften. John Rawls und der Verfassungsstaat. Nomos, Baden-Baden 2013, ISBN 978-3-8487-0767-6.
- mit Anupama Roy (Hrsg.): Dimensions of Constitutional Democracy. India and Germany. Springer Singapore, Singapur 2020, ISBN 978-981-15-3899-5.
- Einführung in das politische System der Bundesrepublik Deutschland. Grundstrukturen und Funktionen, 2. überarbeitete Auflage, Verlag Barbara Budrich, Opladen/Berlin 2022, ISBN 978-3-8252-8817-4.